# John Cygan
John Cygan (New York, 27 aprile 1954 – Los Angeles, 13 maggio 2017) è stato un doppiatore statunitense.

## Filmografia parziale

### Attore

#### Televisione
- The Shield – serie TV, episodio 5x10 (2006)

### Doppiatore

#### Videogiochi
- Generale Armquist in Destroy All Humans!
- Mandalore in Star Wars: Knights of the Old Republic II: The Sith Lords
- Concordium  e altri in EverQuest II
- Sammael in Painkiller
- Canderous Ordo in Star Wars: Knights of the Old Republic
- Droguza in Arc - Il tramonto degli Spiriti
- Melfice/Cilent/Brother 1 in Grandia II
- Solidus Snake in Metal Gear Solid 2: Substance, Metal Gear Solid 2: Sons of Liberty
- Dash Rendar in Star Wars: Galactic Battlegrounds, Star Wars: X-Wing Alliance, Star Wars: Shadows of the Empire
- Silas Greaves in Call of Juarez: Gunslinger
- Padre di Shay, Cucchiaio e Conduttore in Broken Age

## Doppiatori italiani
Nelle versioni in italiano delle opere in cui ha recitato, John Cygan è stato doppiato da:
- Fabrizio Temperini in X-Files
- Ambrogio Colombo in The Shield

Da doppiatore è stato sostituito da:
- Riccardo Rovatti in Painkiller
- Aldo Stella in The Punisher - Il Punitore (Carlo Duka)
- Diego Sabre in The Punisher - Il Punitore (Eddie Gnucci)
- Marco Pagani in The Punisher - Il Punitore (Iron Man)
- Oliviero Cappellini in Prince of Persia - Le sabbie dimenticate
- Luigi Rosa in Mafia II